# FC Costuleni
FC Costuleni was een Moldavische voetbalclub uit Costuleni in het Urgheni arrondissement.
De club werd in 1983 opgericht en speelde in de Divizia B Noord tot het in 2009 kampioen werd. Een seizoen later werd Costuleni ook kampioen in de Divizia A en promoveerde in 2010 voor het eerst naar het hoogste niveau. Daar speelde de club in het Complexul Sportiv Raional in Orhei. Op 20 november 2014 werd de club opgeheven omdat het doel, Europees voetbal halen, niet werd gehaald. Tevens speelden er financiële problemen.